# Ashley Tshanda Ongonga
Ashley Tshanda Ongonga (* 2007 in Subiaco, Italien) ist ein kenianische Skilangläuferin.

## Biographie
Ongonga wurde in Subiaco als Tochter eines Kenianers und einer Kongolesin geboren, wodurch sie die Staatsbürgerschaften beider Länder besitzt. Bereits im Alter von drei Jahren stand sie das erste Mal auf Skirollern.
Ihr internationales Renndebüt feierte sie am 2. September 2023 bei einem Juniorenrennen in Forni Avoltri. Kurz darauf konnte sie sich als erste kenianische Skilangläuferin für die Olympischen Jugend-Winterspiele qualifizieren. Bei den Wettkämpfen in Gangwon belegte sie im Sprint den 62. Platz, über 7,5 km klassisch erreichte sie Rang 63.
2025 nahm sie als erste kenianische Sportlerin an Nordischen Skiweltmeisterschaften teil. In Trondheim platzierte sie sich über 10 km klassisch auf dem 97. Rang.

## Erfolge

### Weltmeisterschaften
- Trondheim 2025: 97. 10 km klassisch

### U23-Weltmeisterschaften
- Schilpario 2025: 64. Sprint klassisch, 71. 10 km Freistil

### Olympische Jugend-Winterspiele
- Gangwon 2024: 62. Sprint Freistil, 63. 7,5 km klassisch